# Великоігнатовське сільське поселення
Великоігна́товське сільське поселення (рос. Большеигнатовское сельское поселение) — муніципальне утворення у складі Великоігнатовського району Мордовії, Росія. Адміністративний центр — село Велике Ігнатово.

## Населення
Населення — 2681 особа (2019, 3127 у 2010, 3144 у 2002).

## Склад
До складу поселення входять такі населені пункти:
| Населений пункт          | Населення, осіб (2002) | Населення, осіб (2010) |
| ------------------------ | ---------------------- | ---------------------- |
| Велике Ігнатово, село    | 2799                   | 2842                   |
| Ташто Кшуманця, присілок | 345                    | 285                    |